# Dominikanska republiken i olympiska sommarspelen 1980
Dominikanska republiken deltog i de olympiska sommarspelen 1980 med en trupp bestående av 6 deltagare, men ingen av landets deltagare erövrade någon medalj.

## Friidrott
Herrarnas 100 meter
- Gerardo Suero
  - Heat — 10,53
  - Kvartsfinal — 10,57 (→ gick inte vidare)

Damernas 100 meter häck
- Marisela Peralta
  - Heat — 14,18 (→ gick inte vidare)

## Simhopp
Herrarnas 3 m
- Reynaldo Castro
  - Kval — 469,14 poäng (→ 18:e plats, gick inte vidare)

Herrarnas 10 m
- César Augusto Jimenez
  - Kval — 369,09 poäng (→ 21:a plats, gick inte vidare)